# Junkers Jumo 204
Lo Junkers Jumo 204 era un motore aeronautico a ciclo Diesel a due tempi, con 6 cilindri a doppio albero a gomiti e pistoni contrapposti, progettato e realizzato dall'azienda tedesca Junkers Flugzeug und Motorenwerke AG nel 1931. Fu il primo motore aeronautico a ciclo Diesel prodotto in serie.

## Storia
Lo sviluppo di motori Diesel aeronautici era iniziato presso la Junkers già nel 1922, sfruttando l'esperienza accumulata con lo sperimentale FO2 del 1918, nel quale erano già presenti quelle caratteristiche che si ritroveranno sui successivi motori Diesel della Junkers: la struttura a doppio albero a gomiti con cilindri contrapposti, l'iniezione meccanica senza aria compressa e il processo di lavaggio dei cilindri con rotazione dell'aria. Fra il 1922 e il 1926 furono condotti una serie di esperimenti con motori monocilindrici che culminarono nella realizzazione del motore FO3, a cinque cilindri, che sviluppò al banco una potenza di 830 CV (610 KW). Il motore era stato progettato da Josef Gasterstädt, a cui fu pure dovuta la realizzazione del successivo FO4, a sei cilindri e di 28,6 litri di cilindrata, da cui fu poi derivato lo Jumo 204, originariamente noto come Jumo 4.
Nel 1929, uno Jumo 204 fu installato su uno Junkers F 24, un monomotore da trasporto derivato dal più noto G 24, che volò per la prima volta il 4 febbraio dello stesso anno. Con la nuova denominazione di Junkers W 41 venne utilizzato per prove di volo tra la sede a Dessau e Colonia fino alla sua distruzione a seguito di un incidente nel 1931 rimanendo l'unico esemplare realizzato. Tuttavia, si era dimostrato che un velivolo dotato di motore Diesel poteva avere uno sviluppo commerciale per cui vennero introdotte alcune migliorie tecniche: il cielo dei pistoni venne realizzato in acciaio resistente al calore, permettendo così di aumentare il rapporto di compressione e, di conseguenza, potenza e rendimento. 
L'RLM e la Deutsche Lufthansa erano particolarmente interessati alle doti di economicità nei consumi dei motori Diesel della Junkers, tuttavia, poiché lo Jumo 204 aveva dimensioni verticali troppo elevate per poter essere installato in aerei plurimotore, venne richiesta la realizzazione di un motore più piccolo, che avrebbe poi portato allo Jumo 5 (poi Jumo 205) di soli 16.6 litri di cilindrata.
Gli Jumo 204 vennero offerti in tre versioni: Jumo 204 A, Jumo 204 B e Jumo 204 C, differenti tra loro solo per il tipo di elica adottata.
La produzione continuò fino al 1935, anno in cui divenne disponibile il nuovo Jumo 205, dopodiché venne interrotta a favore di quest'ultimo.
Nel 1935 lo Jumo 204 venne anche prodotto su licenza, in piccola serie, sia in Inghilterra, dalla Napier Aero Engines e dalla William Beardmore and Company, con il nome di Napier Culverin che in Francia dalla Companie Lilloise.

## Velivoli utilizzatori
- Junkers W 41 aereo da trasporto (prototipo)
- Junkers F 24
- Junkers G 38
- Junkers Ju 52/1m